# La Nopalera, Chihuahua
La Nopalera är en ort i Mexiko.   Den ligger i kommunen Guerrero och delstaten Chihuahua, i den nordvästra delen av landet, 1 300 km nordväst om huvudstaden Mexico City. La Nopalera ligger 1 983 meter över havet och antalet invånare är 130.
Terrängen runt La Nopalera är huvudsakligen kuperad. La Nopalera ligger nere i en dal. Runt La Nopalera är det mycket glesbefolkat, med 7 invånare per kvadratkilometer. Närmaste större samhälle är Cieneguita, 16,8 km nordost om La Nopalera. I omgivningarna runt La Nopalera växer huvudsakligen savannskog.